# Marnay (Saône-et-Loire)
Marnay é uma comuna francesa na região administrativa de Borgonha-Franco-Condado, no departamento Saône-et-Loire. Estende-se por uma área de 5,06 km². Em 2010 a comuna tinha 555 habitantes (densidade: 109,7 hab./km²).